# P.O. Box
P.O. Box ist eine im Jahr 2001 gegründete Ska-Punk-Band aus Nancy, Frankreich.

## Geschichte
Die sechsköpfige Band veröffentlichte schon im Gründungsjahr ihre erste Demo-CD mit dem Titel Fartcore sowie 2002 eine erste Split-CD mit Madskat aus Belgien namens We Are All in the Gutter but Some of Us Are Looking at the Stars... und verkaufte über das Label PioProd, jedoch ohne Vertrieb, jeweils 2000 Kopien. 2002 gewann die Band einen Wettbewerb in ihrer Heimatstadt Nancy, was ihr den Weg zu einem Vertrag mit Winged Skull Records, einem luxemburgischen Label ebnete.
Nach vielen, sehr erfolgreichen Auftritten unter anderem beim Dour Festival in Belgien, dem Wasted Festival in England und dem Tabuns Festival in Lettland veröffentlichte die Band 2004 ihre erste EP namens Rock My Reality auf Winged Skull Records, die über Power Pop Records auch in Großbritannien erschien.
2007 erschien ...And the Lipstick Traces, das erste Album der Band, bei vier Plattenfirmen, bei Long Beach Records Europe zum Internationalen Vertrieb, bei Übersee Records zum Vertrieb in Deutschland, bei Guerilla Asso zum Vertrieb in Frankreich und Unattractive Records übernahm den Vertrieb in Japan.
2009 veröffentlichte P.O. Box ihr zweites Album namens In Between the Lines wieder bei den Labels Long Beach Records Europe und Guerilla Asso aber dieses Mal übernahm In Ya Face Records den japanischen Vertrieb. Auf dem 15 Titel langen Album sind Features mit Chris Cresswell (The Flatliners) und  Vic Ruggiero (The Slackers) vertreten. Die Band tourte wieder durch die ganze Welt von Kanada bis nach Japan durch Europa und Russland.
2011 feierte P.O. Box zehnjähriges Bestehen und das fünfhundertste Konzert und nahmen eine neue EP auf die zusammen mit einer zweistündigen Tourdokumentation, die während der Europatour 2009 aufgezeichnet wurde erschien. Die EP/DVD trägt den Namen Detour(s) und wurde von Steve Rizun in den Drive Studios in Toronto aufgenommen und abgemischt. Sie erschien im Herbst 2011 bei den üblichen Labels und bei Bad Mood Records zum Vertrieb in der Schweiz.
2014 erschien das Album F#rth#r.
Seit Bestehen der Band kann Selbige auf zahlreiche Samplerbeiträge und über 500 Konzerte zurückblicken, bei denen P.O. Box sich die Bühne mit Bands wie Streetlight Manifesto, Big D and the Kids Table, The Slackers oder The Skatalites teilten.

## Diskografie

### Alben
- 2002: We Are All in the Gutter but Some of Us Are Looking at the Stars... (Split-Album mit Madskat; PioProd, Cowpie)
- 2004: From New York to Luxembourg (Live-Album mit The Slackers, Toxkäpp! und Kunn and the Magic Muffins; Winged Skull Records, Hellcat Records)
- 2007: ...And the Lipstick Traces (Long Beach Records Europe, Übersee Records, Guerilla Asso, Unattractive Records)
- 2009: In Between the Lines (Long Beach Records Europe, Guerilla Asso, In Ya Face Records)
- 2014: F#rth#r (Long Beach Records, Guerilla Asso, Broken Silence)

### EPs
- 2001: Fartcore (Demo-EP; PioProd)
- 2004: Rock My Reality (EP; Winged Skull Records, Power Pop Records)
- 2011: Detour(s) (EP + DVD; Long Beach Records Europe, Guerilla Asso, Bad Mood Records)

### Beiträge zu Kompilationen
- Sampler RockOne (Buzzer Press)
- On se bouge citoyens! (Schizophrenia Records)
- Split the Pit (co-prod vacarm.net et punkfiction.org)
- In Defence of Rock 2 (Winged Skull Records)
- Plug and Play (Let’s Play Records)
- Funtime (Funtime Records)
- Nails Down a BlackBoard (Cooperate Records)
- Going Everywhere Fast (Craze Records)
- Stick to the Core (Stick to the Core Records)
- dMAC Family Vol.1 (dMAC Records)
- What If You Were the Victim(Kop Prod)
- Skank to the Top (Ska-LP Records)
- Pio Sampler #1 (Pio Prod)
- Pio Sampler #2 (Pio Prod)
- Pio Sampler #3 (Pio Prod)
- Pio Sampler #4 (Pio Prod)
- Askadémie (Askadémie Prod)
- Keep on Playing (Kop Prod)
- Smorgasboard Vol. 1 (Longbeach Records Europe)